# Кайбышев, Оскар Акрамович
Оскар Акрамович Ка́йбышев (28 марта 1939 — 2 июня 2017) — советский и российский учёный-металлофизик, основатель и директор Института проблем сверхпластичности металлов (1987—2005), академик АН Республики Башкортостан. Депутат Совета Национальностей Верховного Совета СССР 11 созыва (1984—1989) от Башкирской АССР.

## Биография
Оскар Акрамович Кайбышев родился в 1939 году в Москве.
В 1962 году Кайбышев окончил Московский институт стали и сплавов. С 1962 года работал на Уфимском моторостроительном заводе. В 1967 году защитил кандидатскую диссертацию. С этого же времени работал в Уфимском авиационном институте. С 1969 года работал заведующим кафедрой в том же институте. В 1974 году защитил докторскую диссертацию. Директор СКТБ «Тантал» при УАИ (1980—1986). C 1987 года был директором Института проблем сверхпластичности металлов АН СССР (РАН). В 1991—1994 году был Президентом АН Башкортостана.
Кайбышев являлся специалистом в области физики прочности и пластичности, конструкционных материалов, технологии проблем формообразования материалов. В ходе исследований установил универсальность явления сверхпластического течения для любых промышленных сплавов, включая интерметаллиды и керамики, и развил физическую теорию сверхпластичности.
В январе 2005 года Управление ФСБ по Республике Башкортостан предъявило Кайбышеву обвинение в передаче технологий двойного назначения Южной Корее. С этого времени он был отстранён от должности директора НИИ. 9 августа 2006 года Верховный суд Республики Башкортостан признал его виновным по трем статьям УК РФ: «незаконная передача технологий двойного назначения» (ст. 189 ч. 4), «злоупотребление служебными полномочиями» (ст. 185 ч. 1), «присвоение и растрата» (ст. 160 ч. 3) и приговорил к 6 годам лишения свободы условно, а также на 3 месяца к лишению права занимать руководящие должности и к возмещению ущерба в размере 3 518 000 рублей в пользу Института проблем сверхпластичности металлов. Таким образом, Кайбышев пополнил список российских ученых, осужденных по обвинениям, связанным с разглашением государственной тайны. По словам Кайбышева, во время проведения расследования оперативники ФСБ весной 2003 года изъяли из сейфа института векселя на сумму в несколько десятков тысяч долларов, которые затем обналичили. Состоялся суд, в результате которого майор ФСБ Арефьев был осужден за кражу, получив пять лет условно.
Умер после продолжительной болезни 2 июня 2017 года во время отдыха в Аланье. Похоронен на Магометанском кладбище в городе Уфа.
Сын Рустам (род. 1963) — инженер-физик, материаловед, профессор БелГУ.

## Работы
- 350 научных трудов, в том числе 5 монографий.
- 150 изобретений.

## Награды
- Орден Трудового Красного Знамени (1980)
- Премия имени А. А. Бочвара (за 2002 год, совместно с О. Х. Фаткуллиным, Г. Б. Строгановым) — за монографии «Сверхпластичность при обработке материалов под давлением» и «Сверхпластичность и износостойкость в машиностроении»